# Diligência (direito)
No Direito, a diligência é a prática de serviços judiciais fora dos tribunais ou cartórios. Originalmente, referia-se estritamente aos atos praticados por oficiais de justiça.